# Ivana Hloužková

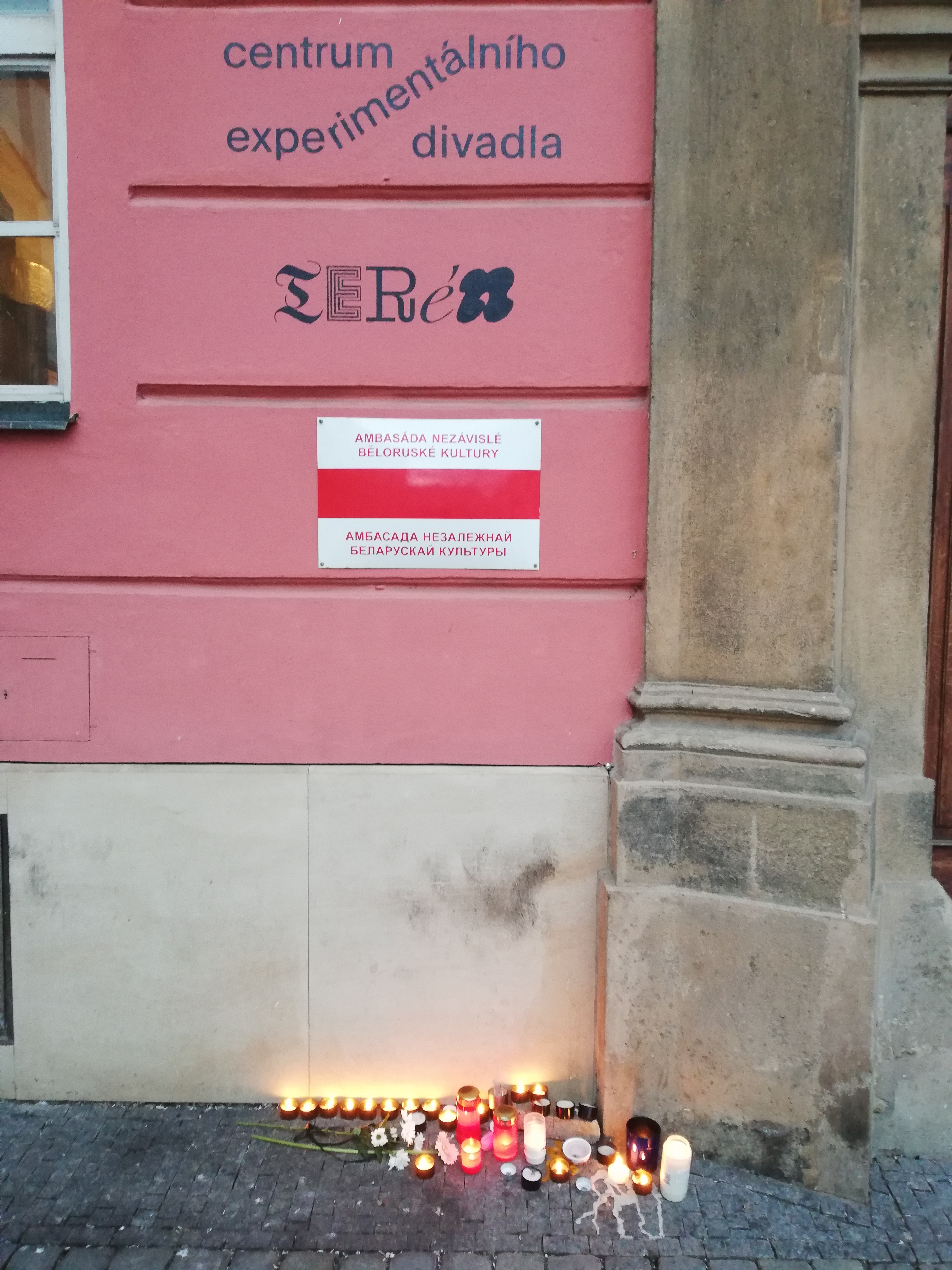
Pietní místo u budovy divadla Husa na provázku, 8. března 2023

Ivana Hloužková (6. června 1960 Valtice – 6. března 2023 Brno) byla moravská herečka, členka souboru Divadla Husa na provázku, držitelka dvou Cen Alfréda Radoka (1995 a 2012), Ceny divadelní kritiky (2017) a Ceny města Brna (2021).

## Život
Narodila se ve Valticích 6. června 1960 v ochotnické divadelnické rodině Kaslových, spolu s dvojčetem Hanou. Obě během základního studia docházely do pěveckého, tanečního a hereckého kroužku Lidové školy umění v Mikulově, poté odešly na hudebně-dramatické oddělení brněnské konzervatoře. V průběhu studia toužila po angažmá v Plzni, kde měla babičku. Nastoupila však spolu se sestrou v roce 1981 do uměleckého sdružení v Domě umění, z něhož později vznikl divadelní soubor Husy na provázku. Zatímco sestra Hana po jedné sezóně odešla do Opavy, Ivana v angažmá vytrvala dalších několik desetiletí. Ztvárnila zde na 150 rolí. Příležitostně hostovala také v Národním divadle Brno, Divadle Bolka Polívky, Divadle Petra Bezruče v Ostravě či Klicperově divadle v Hradci Králové a dalších souborech.
Působila také v rozhlase, televizi a filmu. Účinkovala např. ve snímcích Poslední leč (1981) či Nuda v Brně (2003).
Zemřela 6. března 2023 v Brně.

## Ocenění
V roce 1995 obdržela Cenu Alfréda Radoka za titulní roli v dramatu bratří Mrštíků Maryša a v roce 2012 za ztvárnění svérázného kyjovského fotografa Miroslava Tichého v inscenaci Tichý Tarzan. Za druhou jmenovanou roli byla nominována i na Cenu Thálie. V roce 2017 pak získala navazující Cenu divadelní kritiky za úlohu Emmi Kurowski ve hře Rainera Wernera Fassbindera Strach jíst duši, již hrála v Redutě pro Národní divadlo Brno. V lednu 2022 obdržela také Cenu města Brna v oblasti dramatického umění.